# Marat Yusupov
Marat Yusupov, né le 12 février 1956 à Almetievsk, est un chercheur franco-russe en biologie moléculaire. Il est directeur de recherche au CNRS au sein de l'institut de génétique et de biologie moléculaire et cellulaire (IGBMC), une unité mixte de recherche de l'université de Strasbourg, l'Inserm et du CNRS où il travaille avec sa compagne, Gulnara Yusupova et son équipe sur le fonctionnement du ribosome. En 2012, il est co-lauréat avec sa femme du prix Gregori-Aminoff.

## Biographie
Il fait ses études à l’université d'État de Kazan en Russie, où il rencontre sa femme, Gulnara Yusupova. En 1986, après avoir soutenu sa thèse en biologie moléculaire à l'université d’État Lomonosov de Moscou, il travaille avec sa femme à l’Institut de recherche sur les protéines de l'académie des sciences de Russie. Où il réussit à la fin des années 1980 à cristalliser des parties de ribosomes isolés à partir de bactéries. Il arrive par après, à Strasbourg, en tant que post-doctorant, dans l’équipe de Bernard Ehresmann à l’Institut de biologie moléculaire et cellulaire (IBMC) , dirigé à l’époque par le professeur Jean-Pierre Ebel. En 1996, toujours avec sa femme, il rejoint le centre de biologie moléculaire de l’ARN à l’université de Californie à Santa Cruz et collabore avec Harry Noller. En 2001 il est recruté par le CNRS comme directeur de recherche et revient à travailler l'IBMC) de Strasbourg, puis avec son propre groupe de recherche, il intègre l'institut de génétique et de biologie moléculaire et cellulaire (IGBMC) en 2006 et devient responsable du laboratoire « Structure et fonction du ribosome ». Avec son équipe il est parvenu en 2011 à produire « des cristaux de ribosomes entiers d'une pureté jusqu'ici inégalée ». L'année suivante il est co-lauréat avec sa femme et son ancien collègue, Harry Noller du prix Gregori-Aminoff de l’académie royale des sciences de Suède et est récipiendaire de la médaille d'argent du CNRS,.
Il est élu membre de l'Académie des sciences en 2023.

## Prix et distinctions
- 2001 : Newcomb-Cleveland Prize de l'Association américaine pour l'avancement des sciences
- 2011 : prix Émile Jungfleisch de l'académie des sciences
- 2012 : lauréat du prix Gregori-Aminoff de l'académie royale des sciences de Suède, lauréat d'une ERC Advanced Grant du conseil européen de la recherche et médaille d'argent du CNRS